# Сервантес, Мигель де
Миге́ль де Серва́нтес Сааве́дра (исп. Miguel de Cervantes Saavedra), при рождении Миге́ль де Серва́нтес (исп. Miguel de Cervantes; около 29 сентября 1547[…], Алькала-де-Энарес — 22 апреля 1616[…], Мадрид) — испанский писатель, драматург и поэт. Прежде всего известен как автор романа «Хитроумный идальго Дон Кихот Ламанчский».

## Биография

### Ранние годы
Мигель де Сервантес родился в городе Алькала-де-Энарес (Кастилия, Испания) в семье обедневших дворян, чей род известен с XI века, четвёртым из семи детей (четыре брата и три сестры). Отец, идальго Родриго де Сервантес, служил хирургом, в 1540 году женился на донье Леонор де Кортине, дочери знатного дворянина, потерявшего своё состояние. Приставку Сааведра писатель добавил к фамилии уже сам в честь прабабушки по отцовской линии Хуаны де Авельянеда (в девичестве Сааведра); по другой версии, он взял её в честь героя эпических сказаний «Романсерно» после возвращения из алжирского плена в 1580 году.
О ранних этапах жизни Сервантеса известно очень мало. Он был крещён 9 октября 1547 года в церкви Санта-Мария-ла-Майор города Алькала-де-Энарес. Поскольку детей обычно крестили на третий день жизни, то долгое время считалось, что он появился на свет 7 октября, однако поздние исследователи приводят дату 29 сентября 1547 года (день Архангела Михаила) на основании записей церковной книги и существовавшей тогда традиции давать ребёнку имя в честь святого, чей праздник приходится на день рождения.
Некоторые биографы утверждают, что Сервантес учился в университете Саламанки, однако убедительных доказательств этой версии нет. Существует также неподтверждённая версия, что он учился у иезуитов в Кордове или Севилье.

### Деятельность писателя в Италии
Причины, которые сподвигли Сервантеса покинуть Кастилию, остаются неизвестными. Был ли он студентом, бежал от правосудия или от королевского ордера на арест за то, что ранил Антонио де Сигуру на дуэли, — это ещё одна тайна его жизни. В любом случае, уехав в Италию, он занимался тем, что так или иначе делали для своей карьеры и другие молодые испанцы. Рим открыл для молодого писателя свои церковные ритуалы и величие. В городе, изобилующем древними руинами, Сервантес открыл для себя античное искусство, а также сконцентрировал своё внимание на искусстве эпохи Возрождения, архитектуре и поэзии (знание итальянской литературы прослеживается в его произведениях). Он смог найти в достижениях древнего мира мощный импульс к возрождению искусства. Таким образом, непроходящая любовь к Италии, которая видна в его более поздних работах, была в своём роде желанием вернуться к периоду раннего Возрождения.

### Военная карьера и битва при Лепанто
К 1570 году Сервантес был зачислен солдатом в полк морской пехоты Испании, расположенный в Неаполе. Он пробыл там около года, перед тем как приступил к активной службе. В сентябре 1571 года Сервантес отплыл на борту галеры «Маркиза» (Marquesa), входившей в состав гребного флота Священной лиги, который 7 октября нанёс поражение османской флотилии в битве при Лепанто в Патрасском заливе. Несмотря на то, что Сервантес в тот день болел лихорадкой, он отказывался оставаться в постели и просился в бой. По словам очевидцев, он сказал: «предпочитаю, даже будучи больным и в жару, сражаться, как это и подобает доброму солдату… а не прятаться под защитой палубы». Он храбро сражался на борту корабля и получил три огнестрельных ранения — два в грудь и одно в предплечье. Последнее ранение лишило его левую руку подвижности. В своей поэме «Путешествие на Парнас» Сервантес сказал, что он «потерял дееспособность левой руки ради славы правой» (он думал об успехе первой части «Дон Кихота»). Сервантес всегда с гордостью вспоминал своё участие в этом сражении: он верил, что принял участие в событии, которое определит ход истории Европы.
После битвы при Лепанто Мигель Сервантес оставался в госпитале в течение 6 месяцев, пока его раны не зажили достаточно, чтобы он смог продолжить службу. С 1572 по 1575 год он продолжил службу, находясь в основном в Неаполе. Кроме того, он участвовал в экспедициях на Корфу и Наварино, был свидетелем захвата Туниса и Ла-Гулетта турками в 1574 году:220. Кроме того, Сервантес был в Португалии, а также осуществлял поездки по службе в Оран (1580-е годы); служил в Севилье.
Герцог де Сессе, предположительно в 1575 году, дал Мигелю рекомендательные письма (утерянные Мигелем при пленении) для короля и министров, как он сообщил в своем свидетельстве от 25 июля 1578 года. Он же просил короля об оказании милости и помощи храброму солдату.

### В алжирском плену
В сентябре 1575 года Мигель Сервантес со своим братом Родриго возвращался из Неаполя в Барселону на борту галеры «Солнце» (la Galera del Sol). Утром 26 сентября на подходе к каталонскому берегу галера была атакована алжирскими корсарами. Нападавшим было оказано сопротивление, в результате чего многие члены команды «Солнца» были убиты, а остальных взяли в плен и увезли в Алжир:236. Обнаруженные у Мигеля Сервантеса рекомендательные письма повлекли за собой увеличение суммы требуемого выкупа. В алжирском плену Сервантес провёл 5 лет (1575—1580), четырежды пытался бежать и лишь чудом не был казнён. В плену часто подвергался различным мучениям.
Отец Родриго де Сервантес, согласно его ходатайству от 17 марта 1578 года, указывал, что его сын «был захвачен в плен на галере „Солнце“, под командой Каррильо де Кесада», и что он «получил раны двумя выстрелами из аркебуз в грудь, и получил увечье в левую руку, которой не может пользоваться». У отца не было средств на выкуп Мигеля в связи с тем, что он прежде выкупил из плена другого своего сына Родриго, также находившегося на том корабле. Свидетель этого ходатайства Матео де Сантистебан заметил, что знал Мигеля уже восемь лет, и познакомился с ним, когда тому было 22 или 23 года, в день сражения при Лепанто. Он же засвидетельствовал, что Мигель «в день сражения был болен и у него был жар», и ему советовали остаться в кровати, но он решил принять участие в сражении. За отличия в бою капитан одарил его четырьмя дукатами сверх его обычной платы.
Известие же (в виде писем) о пребывании Мигеля в алжирском плену доставил солдат Габриэль де Кастаньеда, житель горной долины Каррьедо из селения Саласар. Согласно его сведениям, Мигель находился в плену около двух лет (то есть с 1575 года) у обращённого в ислам грека, капитана Арнаутриомами.
В прошении матери Мигеля от 1580 года сообщалось, что она просила «дать разрешение на вывоз 2000 дукатов в виде товаров из королевства Валенсия» для выкупа её сына.
10 октября 1580 года в Алжире был составлен нотариальный акт в присутствии Мигеля Сервантеса и 11 свидетелей с целью выкупить его из плена. 22 октября монах из Ордена Святой Троицы (тринитарии) Хуан Хиль «Освободитель пленников» составил на основе этого нотариального акта доклад с подтверждением заслуг Сервантеса перед королём.

### Служба в Португалии
После освобождения из плена Мигель вместе с братом служил в Португалии, а также у маркиза де Санта Крус.

### Поездка в Оран
По приказу короля Мигель совершил в 1594 году поездку в Оран.

### Служба в Севилье
В Севилье Сервантес был некоторое время агентом у Антонио Гевары, королевского комиссара по делам американского флота. Тяжёлым испытанием стала для него эта новая жизнь; он должен был оставить свои любимые литературные занятия и чтение, служившее ему отдохновением от работы; только изредка мог видеть свою семью. Его время проходило в разъездах по сёлам и деревням Андалусии и Гренады, где он закупал масло, зерновой хлеб и прочие продукты для снабжения флота. Эти занятия совершенно не соответствовали его наклонностям, и он страдал, чувствуя себя не на своём месте.
Тем не менее Сервантес полюбил Севилью. Ему нравилось, что здесь его никто не знал, что он мог по желанию замешаться в толпе, которую с любопытством наблюдал его опытный глаз. За десять лет, проведённых Сервантесом в Севилье, этот город сделался для него второй родиной. Он в подробностях изучил каждый уголок Севильи, нравы горожан и состав её населения.

### Намерение выехать в Америку
21 мая 1590 года в Мадриде Мигель подаёт прошение в Совет Индий о предоставлении ему вакантного места в американских колониях, в частности в «Ревизионной конторе Нового Королевства Гранада или Губернаторства Провинции Соконуско в Гватемале, или Счетоводом на Галерах Картахены, или Коррехидором города Ла-Пас», и всё потому, что ему до сих пор так и не оказали милостей за его долгую (22 года) службу Короне. Председатель Совета Индий 6 июня 1590 года оставил пометку на прошении о том, что податель «заслуживает того, чтобы ему дали какую-либо службу, и ему можно будет доверять».

### Сервантес о себе
В прологе «Назидательных новелл» в 1613 году Мигель де Сервантес написал:

Под портретом мой друг мог бы написать: «Человек, которого вы здесь видите, с овальным лицом, каштановыми волосами, с открытым и большим лбом, весёлым взглядом и горбатым, хотя и правильным носом; с серебристой бородой, которая лет двадцать тому назад была ещё золотая; длинными усами, небольшим ртом; с зубами, сидящими не очень редко, но и не густо, потому что у него их всего-навсего шесть, и притом очень неказистых и плохо расставленных, ибо соответствия между ними нет; роста обыкновенного — ни большого, ни маленького; с хорошим цветом лица, скорее светлым, чем смуглым; слегка сутуловатый и тяжёлый на ноги, — автор „Галатеи“ и „Дон Кихота Ламанчского“, сочинивший в подражание Чезаре Капорали Перуджийскому „Путешествие на Парнас“ и другие произведения, которые ходят по рукам искажёнными, а иной раз и без имени сочинителя. Зовут его в просторечии Мигель де Сервантес Сааведра. Не один год служил он солдатом и пять с половиной лет провел в плену, где успел научиться терпеливо сносить несчастия. В морской битве при Лепанто выстрелом из аркебузы у него была искалечена рука, и хотя увечье это кажется иным безобразным, в его глазах оно прекрасно, ибо он получил его в одной из самых знаменитых битв, которые были известны в минувшие века и которые могут случиться в будущем, сражаясь под победными знаменами сына „Грозы войн“ — блаженной памяти Карла Пятого».
— Мигель де Сервантес. Назидательные новеллы. Перевод с испанского Б. Кржевского. Москва. Издательство «Художественная литература». 1983

### Личная жизнь
12 декабря 1584 года Мигель Сервантес женился на девятнадцатилетней дворянке города Эскивиаса Каталине Паласиос де Саласар, от которой ему досталось маленькое приданое. У него была одна внебрачная дочь — Исабель де Сервантес.

## Характер
Один из биографов Сервантеса, Шаль, характеризовал его так: «Поэту, ветреному и мечтательному, недоставало житейского уменья, и он не извлёк пользы ни из своих военных кампаний, ни из своих произведений. Это была душа бескорыстная, неспособная добывать себе славу или рассчитывать на успех, поочерёдно очарованная или негодующая, неодолимо отдававшаяся всем своим порывам… Его видели наивно влюблённым во всё прекрасное, великодушное и благородное, предающимся романтическим грёзам или любовным мечтаниям, пылким на поле битвы, то погружённым в глубокое размышление, то беззаботно весёлым… Из анализа его жизни он выходит с честью, полным великодушной и благородной деятельности, удивительным и наивным пророком, героическим в своих бедствиях и добрым в своей гениальности».

## Литературная деятельность
Литературная деятельность Мигеля началась довольно поздно, когда ему было 38 лет. За первым трудом, пасторальным романом «Галатея» (1585), следует ряд пьес, пользовавшихся слабым успехом.
Для добывания себе насущного хлеба будущий автор «Дон Кихота» поступает в интендантскую службу; ему поручают закупать провиант для «Непобедимой Армады», затем назначают сборщиком недоимок. В исполнении этих обязанностей он терпит большие неудачи. Доверив казённые деньги одному банкиру, сбежавшему с ними, Сервантес в 1597 году попадает в тюрьму по обвинению в растрате. Спустя пять лет ему было суждено снова подвергнуться тюремному заключению по обвинению в денежных злоупотреблениях. Его жизнь в те годы представляла собой целую цепь жестоких лишений, невзгод и бедствий.
Посреди всего этого он не прекращает своей писательской деятельности, пока ничего не печатая. Скитания подготавливают материал для его будущей работы, служа средством для изучения испанской жизни в её разнообразных проявлениях.
С 1598 по 1603 год нет почти никаких известий о жизни Сервантеса. В 1603 году он появляется в Вальядолиде, где занимается мелкими частными делами, дающими ему скудный заработок, а в 1604 году выходит в свет первая часть романа «Хитроумный идальго Дон Кихот Ламанчский», имевшая громадный успех в Испании (в несколько недель разошлось 1-е издание и в том же году 4 других) и за границей (переводы на многие языки). Материального положения автора она, однако, не улучшила, а только усилила враждебное отношение к нему, выразившееся в насмешках, клевете, преследованиях.
С этих пор до самой смерти литературная деятельность Сервантеса не прекращалась: в промежутке между 1604 и 1616 годами появились вторая часть «Дон Кихота», все новеллы, многие драматические произведения («Ревнивый старик», «Театр чудес», «Лабиринт любви» и др.), поэма «Путешествие на Парнас» и был написан напечатанный уже после кончины автора роман «Странствия Персилеса и Сихизмунды».
Почти на смертном одре Сервантес не переставал работать; за несколько дней до смерти он постригся в монахи. 22 апреля 1616 года писатель умер от водянки. По обычаям того времени датой его смерти была записана дата его похорон — 23 апреля. Из-за этого иногда говорят, что дата смерти Сервантеса совпадает с датой смерти другого великого писателя — Уильяма Шекспира, фактически же Сервантес умер 11 днями ранее (так как на тот момент в Испании действовал григорианский календарь, а в Англии — юлианский). 23 апреля 1616 года иногда считается концом эпохи Возрождения. Долгое время никто не знал точного места захоронения выдающегося испанского писателя. Лишь в 2015 году археологам удалось обнаружить его останки, которые торжественно перезахоронили в мадридском соборе Святой Троицы.

## Наследие
Сервантес умер в Мадриде, куда он переехал из Вальядолида незадолго до смерти. Ирония судьбы преследовала великого юмориста за гробом: его могила оставалась затерянной, так как на его гробнице (в одной из церквей) не было даже надписи. Останки писателя были обнаружены и опознаны только в марте 2015 года в одном из склепов в монастыре де лас Тринитариас. В июне того же года они были перезахоронены.
Памятник Сервантесу поставлен в Мадриде лишь в 1835 году (скульптор Антонио Сола); на пьедестале две надписи на латинском и испанском языках: «Мигелю де Сервантесу Сааведра, царю испанских поэтов, год M.D.CCC.XXXV».
Мировое значение Сервантеса держится, главным образом, на его романе «Дон Кихот», полном, всестороннем выражении его разнообразного гения. Задуманное как сатира на наводнившие в ту пору всю литературу рыцарские романы, о чём автор определительно заявляет в «Прологе», это произведение мало-помалу, может быть, даже независимо от воли автора, перешло в глубокий психологический анализ человеческой природы, двух сторон душевной деятельности — благородного, но сокрушаемого действительностью идеализма и реалистической практичности.
Обе эти стороны нашли себе гениальное проявление в бессмертных типах героя романа и его оруженосца; в резкой своей противоположности они — и в этом заключается глубокая психологическая правда, — составляют, однако, одного человека; только слитие этих обеих существенных сторон человеческого духа составляет гармоническое целое. Дон Кихот смешон, изображённые гениальной кистью его похождения — если не вдумываться в их внутренний смысл — вызывают неудержимый смех; но он скоро сменяется у мыслящего и чувствующего читателя другим смехом, «смехом сквозь слёзы», который есть существенное и неотъемлемое условие всякого великого юмористического создания.
В романе Сервантеса, в судьбах его героя сказалась в высокой этической форме именно мировая ирония. В побоях и всякого рода других оскорблениях, которым подвергается рыцарь — при некоторой антихудожественности их в литературном отношении, — заключается одно из лучших выражений этой иронии. Тургенев отметил ещё один очень важный момент в романе — смерть его героя: в это мгновение всё великое значение этого лица становится доступным каждому. Когда его бывший оруженосец, желая его утешить, говорит ему, что они скоро отправятся на рыцарские похождения, «Нет, — отвечает умирающий, — всё это навсегда прошло, и я прошу у всех прощения».

## Русские переводы
Первым русским переводчиком Сервантеса, по последним данным, является Н. И. Ознобишин, который перевел новеллу «Сеньора Корнелия» в 1761 году. В 1763 г. увидел свет перевод другой нравоучительной новеллы, «Две любовницы», с подзаголовком: «Гишпанская повесть Мих. Цервантеса Сааведры, авктора Дон Кишота», и долгое время это произведение считалось первым переводом Сервантеса на русский язык через посредничество французского перевода. Однако О. М. Буранок в 2003 году обнаружил в Российской государственной библиотеке рукопись новеллы «Сеньора Корнелия», в числе трёх других рукописей Н. И. Ознобишина, и опубликовал её в 2005 году.
Первым прямым переводом Сервантеса с испанского на русский язык стала ещё одна «назидательная новелла» — «Прекрасная цыганка» (Смоленск, в 1795 г.).
В 1769 году был опубликован русский перевод «Хитроумного идальго Дон Кихота Ламанчского», который выполнил И. А. Тейльс.
В XIX веке Сервантеса переводили М. Ю. Лермонтов и В. А. Жуковский.
До 1930-х годов Сервантес не был самым популярным испаноязычным автором в России и СССР: совокупный тираж его произведений до 1931 года составлял 122.100 экз. и уступал тиражу сочинений Бласко Ибаньеса (200.000 экз.), за ними с большим отрывом следовали Лопе де Вега — 10.000 экз., Р. дель Валье-Инклан (5.000 экз.) и Э.Ларрета (4.000 экз.). Ситуацию изменил академический перевод, выполненный под редакцией Б. А. Кржевского и А. А. Смирнова и опубликованный в издательстве Academia в 1929—1932 годах. Они также выступили как переводчики текста, особенно второго тома, а в переводах первого участвовали Г. Л. Лозинский и К. В. Мочульский, а также Е. И. Васильева, однако её переводы были отвергнуты. Перевод под редакцией Б. А. Кржевского и А. А. Смирнова стал самым заметным успехом советских испанистов и продолжает оставаться наиболее востребованным наряду с переводом Н. Любимова, выполненным в 1951 году. Уже к 1936 году общий тираж сочинений Сервантеса вырос до 123.400 экземпляров на русском и 66.385 — на испанском и других языках, тогда как произведения Бласко Ибаньеса вышли в свет только в 1935 году общим тиражом 10.300 экз.
Сочный перевод Любимова надолго вытеснил работу предыдущих авторов: он был выполнен в барочно-экспрессивном стиле и снабжён просторечной лексикой, наряду с архаизацией некоторых конструкций (местоимения сей, оный, кой). Любимов также отошёл от буквального следования оригиналу и переводил фразеологизмы в соответствии с традицией русского языка (кляча «хромала на все четыре ноги»).
В 2003 году в серии «Литературные памятники» вышло обновлённое издание перевода Кржевского и Смирнова, которое подготовили к печати В. Е. Багно и А. Ю. Миролюбова. В ходе работы над текстом, которая началась ещё в 1980-е годы, редакторы внесли некоторые изменения с целью сделать плод совместной работы авторского коллектива более единообразным, полнее раскрыть словесную игру. В работе также участвовала С. И. Пискунова.
С 1951 года новых переводов «Дон Кихота» не делалось, что К. С. Корконосенко считает непростительно длительным перерывом между попытками заново интерпретировать классический текст. Он ссылается на А. А. Смирнова, который подчёркивал: «если есть „бессмертные“ литературные произведения, то „бессмертных“ переводов не может быть, и чем замечательнее произведение, тем чаще должен возобновляться его перевод».

## Память
- В честь героини новеллы Сервантеса «Цыганочка» назван астероид (529) Прециоза, открытый в 1904 году (по другой версии он получил имя по названию пьесы Пия Александра Вольфа, написанной в 1810 году[35]).
- В честь героини и героя романа «Хитроумный идальго Дон Кихот Ламанчский» названы астероиды (571) Дульсинея (открыт в 1905 году) и (3552) Дон Кихот (открыт в 1983 году).
- В 1965 году Сальвадор Дали сделал серию «Пять Бессмертных Испанцев», которая включала Сервантеса, Эль Сида, Эль Греко, Веласкеса и Дон Кихота.
- В 1966 году была выпущена почтовая марка СССР, посвящённая Сервантесу.
- В 1976 году в честь Сервантеса назван кратер Сервантес[англ.] на Меркурии[36].
- 18 сентября 2005 года в честь Сервантеса астероиду, открытому 2 февраля 1992 года Э. В. Эльстом в Европейской южной обсерватории, присвоено наименование «79144 Cervantes»[37].
- Площадь Испании в Мадриде украшает скульптурная композиция, центральной фигурой которой являются Сервантес и его самые известные герои.
- Памятник Мигелю Сервантесу установлен в Москве в парке Дружбы.
- В честь Сервантеса назван аргентинский эскадренный миноносец типа «Чуррука».
- Памятник Сервантесу установлен в испанском городе Толедо.
- Памятник Сервантесу установлен в городе Севилье.
- Памятник Сервантесу установлен в греческом городе Нафпактосе (прежнее название — Лепанто).
- Именем Сервантеса названа улица в поселении Сосенское Новомосковского административного округа города Москвы[38].
- В Испании 23 апреля — День испанского языка (день смерти Мигеля Сервантеса).
- 23 апреля, начиная с 1996 года, отмечается Всемирный день книг и авторского права, в память о том, что 23 апреля 1616 года скончался Сервантес (а также Шекспир и Инка Гарсиласо де ла Вега).
- Школа № 1252 имени Сервантеса.